# 日本国憲法第65条
日本国憲法 第65条（にほんこく（にっぽんこく）けんぽう だい65じょう）は、日本国憲法の第5章「内閣」にある条文で、内閣と行政権の帰属について規定する。

## 条文
日本国憲法、e-Gov法令検索。

第六十五条行政権は、内閣に属する。

## 沿革

### 大日本帝国憲法
東京法律研究会 p.6-7/11

第四條天皇ハ國ノ元首ニシテ統治權ヲ總攬シ此ノ憲法ノ條規ニ依リ之ヲ行フ
第六條天皇ハ法律ヲ裁可シ其ノ公布及執行ヲ命ス
第十條天皇ハ行政各部ノ官制及文武官ノ俸給ヲ定メ及文武官ヲ任免ス但シ此ノ憲法又ハ他ノ法律ニ特例ヲ掲ケタルモノハ各々其ノ條項ニ依ル
第五十五條
國務各大臣ハ天皇ヲ輔弼シ其ノ責ニ任ス
凡テ法律勅令其ノ他國務ニ關ル詔勅ハ國務大臣ノ副署ヲ要ス
第五十六條樞密顧問ハ樞密院官制ノ定ムル所ニ依リ天皇ノ諮詢ニ應ヘ重要ノ國務ヲ審議ス

### 憲法改正要綱
「憲法改正要綱」、国立国会図書館「日本国憲法の誕生」。

二十第五十五条第一項ノ規定ヲ改メ国務各大臣ハ天皇ヲ輔弼シ帝国議会ニ対シテ其ノ責ニ任スルモノトシ且軍ノ統帥ニ付亦同シキ旨ヲ明記スルコト
二十一衆議院ニ於テ国務各大臣ニ対スル不信任ヲ議決シタルトキハ解散アリタル場合ヲ除ク外其ノ職ニ留ルコトヲ得サル旨ノ規定ヲ設クルコト（要綱二参照）
二十二国務各大臣ヲ以テ内閣ヲ組織スル旨及内閣ノ官制ハ法律ヲ以テ之ヲ定ムル旨ノ規定ヲ設クルコト
二十三枢密院ノ官制ハ法律ヲ以テ之ヲ定ムル旨ノ規定ヲ設クルコト

### GHQ草案
「GHQ草案」、国立国会図書館「日本国憲法の誕生」。

#### 日本語
第六十条行政権ハ内閣ニ帰属ス

#### 英語
Article LX.The executive power is vested in a Cabinet.

### 憲法改正草案要綱
「憲法改正草案要綱」、国立国会図書館「日本国憲法の誕生」。

第六十一行政権ハ内閣之ヲ行フコト

### 憲法改正草案
「憲法改正草案」、国立国会図書館「日本国憲法の誕生」。

第六十一条行政権は、内閣がこれを行ふ。

### 帝国憲法改正案
「帝国憲法改正案」、国立国会図書館「日本国憲法の誕生」。

第六十一条行政権は、内閣に属する。